# Deudorix cholonensis
Deudorix cholonensis är en fjärilsart som beskrevs av Siuiti Murayama 1967. Deudorix cholonensis ingår i släktet Deudorix och familjen juvelvingar. Inga underarter finns listade i Catalogue of Life.